# Adler Clipper (Schiff, 1973)
Das Motorschiff Adler Clipper ist ein ehemaliges deutsches Seebäderschiff, das 1973 als Elbe von der Mützelfeldtwerft in Cuxhaven für die HADAG gebaut wurde. Später fuhr es als Adler Clipper für die Reederei Adler-Schiffe und wurde nach einem Verkauf schließlich 2017 in Brasilien verschrottet.

## Geschichte
Der Stapellauf als Elbe erfolgte am 30. Januar, die Ablieferung an den Eigner fand am 3. März 1973 statt. Anfangs wurde es für Butterfahrten ab Travemünde genutzt. Zeitweise fuhr es auch zwischen Malmö und Kopenhagen sowie in den Sommermonaten zwischen Hörnum und Helgoland als Nachfolgerin der Westerland.
1976 erfolgte mit der Vercharterung an die Reederei W. Freter aus Heiligenhafen eine Umbenennung in Stadt Heiligenhafen und während einer weiteren Charter an die Kieler Verkehrs AG trug das Schiff ab 1981 den Namen Stadt Kiel I.
1983 verkaufte die HADAG das Schiff an die Reederei Warrings, die es in Harle Express umbenannte und für Einkaufsfahrten ab Emden einsetzte. Zeitweise fuhr das Schiff von 1993 bis 1994 als zweites Schiff der Reederei neben der Wilhelmshaven ab Wilhelmshaven im Helgolandverkehr.
Im Jahr 1997 wurde die Harle Express an die Insel- und Halligreederei (Adler-Schiffe) verkauft und in Adler Clipper umbenannt. Angeboten wurden Fahrten zwischen Usedom und Swinemünde. 2004 vercharterte man das Schiff an die Reederei Ørestad, die es zwischen Malmö und Kopenhagen einsetzte. Nachdem dort ab 2005 die Turasund zum Einsatz gekommen war, wurde die Adler Clipper an Adler-Schiffe zurückgegeben und in Peenemünde, später in Kiel aufgelegt.
Ende 2006 verkaufte man das Schiff nach Panama. In der Folge wurde es in Spirit of Brazil VII umbenannt, unter die Flagge Panamas gebracht und nach Rio de Janeiro überführt, wo es als Ausflugs- und Restaurantschiff weiter Verwendung fand. Nach der Pleite des Eigners wurde das Schiff 2017 in Rio de Janeiro verschrottet.